# 남창초등학교 (경기)
남창초등학교(南昌初等學校)는 대한민국 경기도 수원시 팔달구에 있는 공립 초등학교이다.

## 학교 연혁
- 1954.04.30 남창초등학교 개교
- 1958.03.31 제1회 졸업
- 1982.03.02 36학급 편성
- 1985.03.01 남창초등학교 병설유치원 설치 인가
- 1988.09.20 현관, 본관 8개 교실 개축 완공
- 1989.09.01 남창초등학교 병설유치원 1학급 편성
- 1990.03.02 남창초등학교 병설유치원 설치 인가
- 2007.12.20 학교보건환경 우수학교 표창
- 2007.12.31 학교평가 우수학교 표창
- 2009.06.24 도서실 리모델링 사업
- 2009.09.20 화장실 개축
- 2009.12.30 조회대 설치
- 2010.12.31 학교평가 우수학교 표창
- 2011.02.15 제54회 졸업식(연 인원 9,814명)
- 2011.03.01 제20대 채근석 교장선생님 부임
- 2011.03.01 6학급 편성(유치원 1학급)
- 2014.03.01 경기도 교육청 혁신학교 지정 2년차.
- 2014.03.01 6학급 편성(유치원1학급).
- 2014.04.16 수원시 아토피특성화 학교 오픈.
- 2014.06.30 학교식당 준공.
- 2015.02.13 제58회 졸업식
- 2015.03.01 경기도 교육청지정 혁신학교(3년차)
- 2015.03.01 제22대 유원득 교장선생님 부임
- 2015.03.01 수원시 아토피 특성화 학교 지정(2년차)

## 참고 자료
- 남창초등학교 - 한국교육학술정보원 학교알리미